# Saxicola dacotiae
Saxicola dacotiae là một loài chim trong họ Muscicapidae.